# Cyklon Tauktae
Cyklon Tauktae – cyklon, który uderzył w zachodnie wybrzeże Indii 17 maja 2021 uważany za najsilniejszy cyklon na tym obszarze od 1998 roku. W jego wyniku ewakuowano blisko 150 tysięcy ludzi. W wyniku żywiołu zginęły 174 osoby (w tym 79 w stanie Gudżarat).
Cyklon Tauktae dotknął ponad połowę Indii i mocno uderzył we wszystkie stany na zachodnim wybrzeżu Półwyspu Indyjskiego. Zaczynając od Lakszadiwów, opady deszczu dotarły, aż do Delhi, Bihar i Nepalu, a jego chmury nawet do Chin.
Cyklon Tauktae dotarł na ląd, na wschód od Diu, 17 maja z prędkością wiatru 160–170 km/h, w porywach osiągając do 185 km/h. Ostatnim cyklonem o równej intensywności, który uderzył w Gudżarat, był cyklon Kandla (prędkość wiatru od 160 do 170 km/h) w 1998 roku. Tauktae przemieszczając się na północ dotknął pięć stanów – Keralę, Karnataka, Goa, Maharasztra i Gudżarat.

## Ofiary cyklonu
| Kraj     | Ofiary śmiertelne |
| -------- | ----------------- |
| Indie    | 169               |
| Pakistan | 5                 |
| Razem    | 174               |